# Conférence des organisations non gouvernementales
Pour les articles homonymes, voir Congo.
Conférence des organisations non gouvernementales (CONGO) est une organisation à but non lucratif, internationale, indépendante, ayant le statut consultatif avec les Nations unies avec pour mission de faciliter la participation des ONG à la prise de décisions et aux débats au sein de celles-ci. L’organisation est créée en 1948 et est principalement active dans les grands centres onusiens de New York, de Genève et de Vienne.